# Kadirberdi
Kadirberdi, noto anche come Kadirbirdi (in arabo ﻗﻪﺩﺌﺭﺒﻳﺭﺩئ‎?; in tartaro: Кадербирде хан; ... – 1419), è stato un condottiero mongolo, khan dell'Orda d'Oro nel 1419.

## Biografia
Poco si sa della sua vita. Egli era probabilmente uno degli ultimi figli di Toktamish, ultimo grande khan riunificatore dell'Orda d'Oro. A seguito della caduta di Dervish Khan e del fratello Sayyid Ahmad I, fu tra i pretendenti al trono dell'Orda d'Oro ma incontrò un forte dissenso da parte dei sostenitori di Čokre Khan. Poco dopo, secondo fonti storiche, Kadirberdi fu comunque proclamato khan, ma la sua nomina non venne riconosciuta da Edigu e per questo si scontrò con il vecchio emiro. È opinione generale che entrambi morirono nella battaglia, mentre secondo altre fonti il pretendente morì nello scontro ed Edigu annegò nel fiume Seyhan.
Durante il suo regno coniò almeno una valuta nella città di Bolğar.